# La Côte (Zeitung)
La Côte (bis 1996 und heute noch im Logo Le Quotidien de La Côte) ist eine regionale französischsprachige Schweizer Tageszeitung. Neben dem Hauptsitz in Nyon besteht je eine Redaktion in Morges und in Rolle.
Sie erscheint fünf Mal wöchentlich (Montag bis Freitag). Die WEMF-beglaubigte Auflage beträgt 7'379 (Vj. 7'670) verkaufte bzw. 10'360 (Vj. 7'739) verbreitete Exemplare, die Reichweite 17'000 (Vj. 16'000) Leser (WEMF MACH Basic 2018-II). Wöchentlich (donnerstags) wird eine Grossauflage (unter dem Namen La Côte Hebdo) von 80'163 (Vj. 78'213) Exemplaren mit einer Reichweite von 72'000 (Vj. 71'000) Lesern verteilt.

## Geschichte
Die Zeitung wurde am 22. Dezember 1892 als das dreimal wöchentlich erscheinende Journal de Nyon et des Districts de la Côte von der Druckerei Rauschert & Cie. in Nyon gegründet. Es sollte, anders als bei den Publikationen Ende des 19. Jahrhunderts üblich, eine neutrale und unabhängige Linie verfolgen. Die nachfolgenden Verleger waren Julien Rauschert (1896–1899), Schenk & Cherix (1899–1904), Edouard Cherix (1904–1929), die Witwe Cherix (1929–1932) und Jacques Manz-Cherix (ab 1932), ein junger, aus Schaffhausen zugezogener Kaufmann, der sich mit Edouard Cherix’ Tochter Yvonne verheiratet hatte. Ab 1986 führte Manz’ Sohn Jean-Jacques Manz die Ets Ed. Cherix SA, die zum seit vier Generationen von der Familie gehaltenen Verlagshaus Filanosa gehörte.

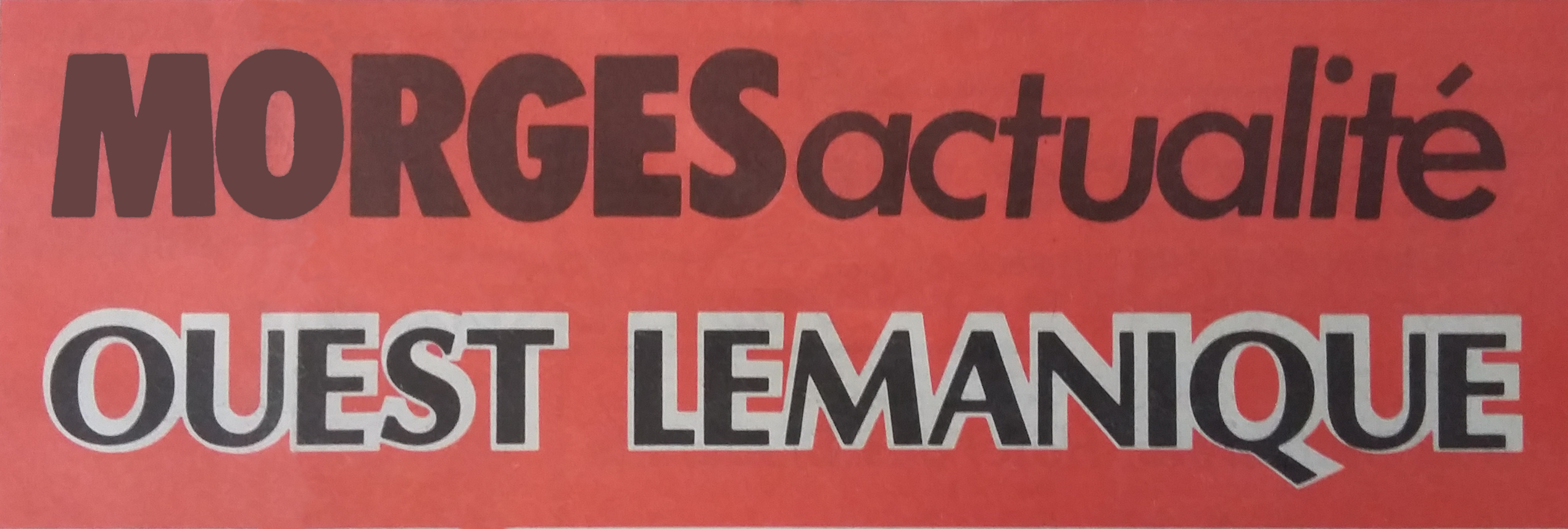
Kopf der Zeitung Morges actualité als Teil der Gruppe Ouest Lémanique, 1987

1943 kaufte die Druckerei Cherix das 1875 als Wochenzeitung gegründete und seit 1900 zwei Mal wöchentlich erscheinende Feuille d’avis de la Côte aus Rolle und integrierte es ins Journal de Nyon und ins zweimal wöchentlich erscheinende Journal de Rolle, beide bereits im Besitz von Cherix. Verleger und Redaktoren des Feuille d’avis de la Côte waren L. Maire (1875–1890), É. Graf (ab 1890) und A. Gueissaz (bis 1943). Es trug von 1878 bis 1882 bereits den Namen La Côte. Danach kann die Gründung der La Côte auch auf das Jahr 1875 zurückgeführt werden. Die Zeitung feierte ihr 100- und ihr 125-Jahr-Jubiläum jedoch als Nachfolgerin des Journal de Nyon im April 1992 bzw. Oktober 2017.

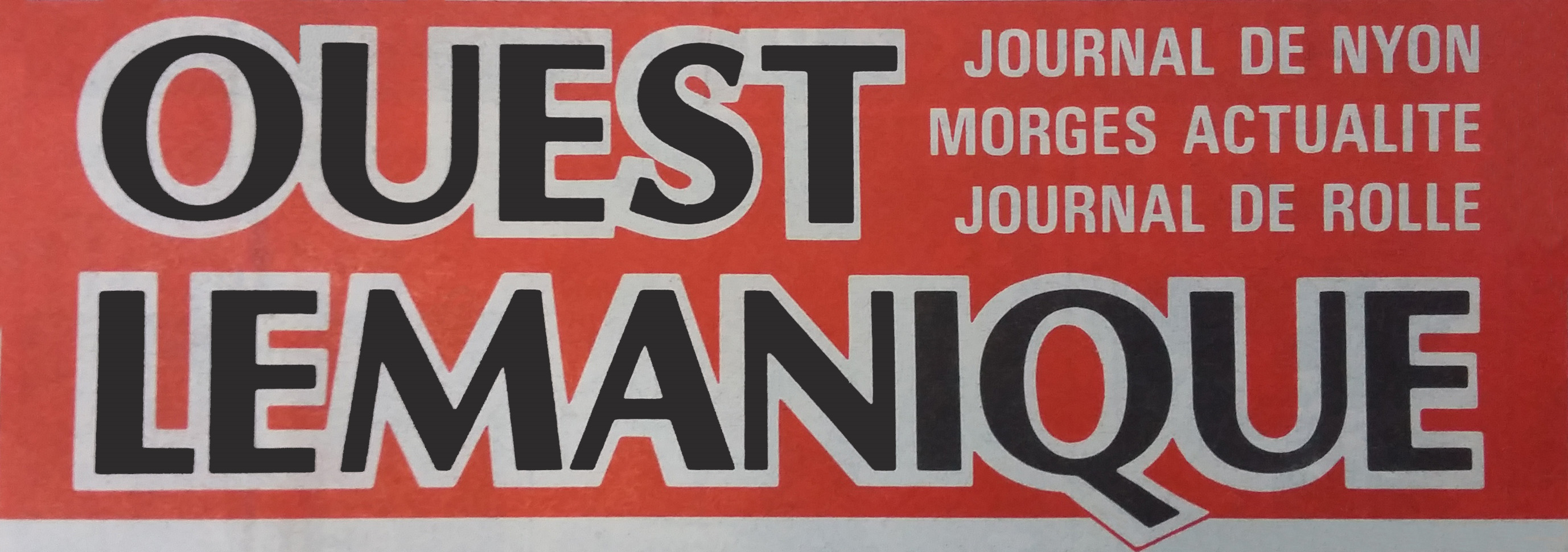
Kopf der Ouest Lémanique mit den drei Titeln der Gruppe, 1987

1976 formte der Verlag mit den Zeitungen Journal de Nyon, Journal de Rolle und Morges actualité die Gruppe Ouest Lémanique und setzte diesen Namen als Untertitel der drei Zeitungen. Die wöchentlich erscheinende Lokalzeitung Echo du Petit-Lac aus Versoix war ebenfalls Teil der Gruppe, aber vorerst nicht in die Zeitung integriert. Ab 1987 wurde Ouest Lémanique für kurze Zeit zum Haupt- und die Regionalausgaben Journal de Nyon, Journal de Rolle und Morges actualité zu Untertiteln. Am 9. Juni 1987 ging die Zeitung zur werktäglichen (Montag bis Freitag) und morgendlichen statt nachmittäglichen Erscheinungsweise über, integrierte ausser den bisherigen Regionalausgaben auch die Wochenzeitungen Echo du Petit-Lac und Morges-Hebdo und benannte sich in Le Quotidien de La Côte um. Am 6. Mai 1996 verkürzte die Zeitung den Namen zu La Côte und führte eine Multimedia-Abteilung ein.

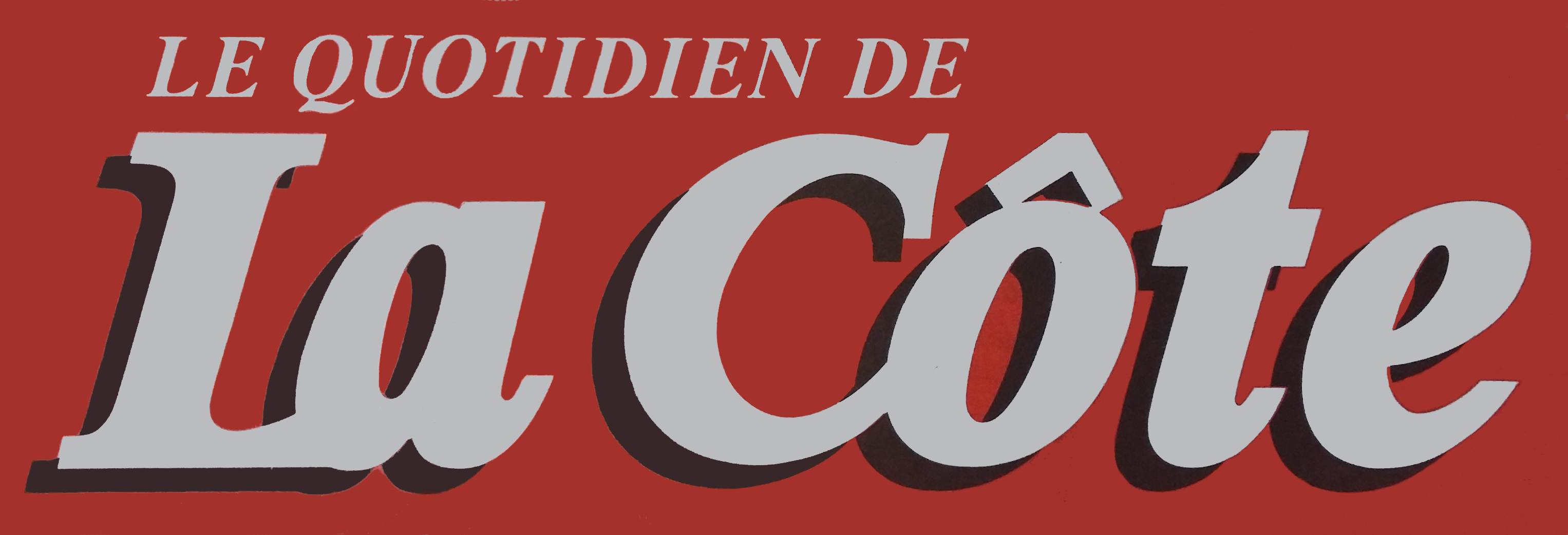
Erster Kopf der La Côte, 1987

Im Juli 2001 wurde die Ets Ed. Cherix SA von der Editions Suisses Holding SA (ESH) von Philippe Hersant übernommen und gehört damit als erste Schweizer Zeitung zum Groupe Hersant Média. Verwaltungsratspräsident der Cherix SA ist Fabien Wolfrath, früherer Mitbesitzer der Société Neuchâteloise de Presse, die ebenfalls zu Hersant gehört.
Seit 2015 benutzt La Côte zusammen mit den anderen Schweizer Titeln von Hersant Le Nouvelliste und ArcInfo (bis Ende 2017 L’Express und L’Impartial) den von der La Liberté hergestellten Mantel für überregionale Nachrichten. Davor hatte die von ESH gegründete Plattform Agence romande de presse in Neuenburg den Mantel hergestellt. Damals war auch das zur Gassmann-Gruppe gehörende Journal du Jura beteiligt.

## Chefredaktoren
Erster Redaktor war Julius Théodore Wellauer, Schuldirektor in Nyon, Konservator des städtischen Museums und Mitglied der Société de développement. Danach waren die Verleger Julien Rauschert, Edouard Cherix und Jacques Manz-Cherix gleichzeitig Chefredaktor (oder Einzelredaktor). Dessen Sohn Jean-Jacques Manz war danach unter ihm Chefredaktor. Nach seinem Wechsel in die Unternehmensführung kamen ab 1976 die Chefredaktoren von aussen.
- 1892–1896 Julius Théodore Wellauer
- 1896–1899 Julien Rauschert
- 1899–1929 Edouard Cherix
- 1930–1973 Jacques Manz-Cherix
- 1974–1975 Jean-Jacques Manz
- 1976–1985 Gérard Dous
- 1985–1988 Pierre Thomas[16]
- 1989–2004 Gilles Vallat
- 2005–2006 Philippe Villard
- 2006–2008 Thierry Peitrequin
- 2008–2010 Isidore Raposo (Redaktionsdirektor bis 2012, Chefredaktor a. i.)
- 2010–2016 Contessa Piñon († 2016[17])
- seit 2016 Michel Jotterand[2]

## Druck
Für den Druck von La Côte und ihren weiteren Zeitungen baut ESH in Monthey ein Druckzentrum, das spätestens Anfang 2019 betriebsbereit sein soll. Zuvor war La Côte seit 2002 im Druckzentrum der Société Neuchâteloise de Presse von ESH in Neuenburg gedruckt worden. Seit dessen Schliessung Ende April 2015 wird sie in der Druckerei von Tamedia in Bussigny gedruckt.

## Varia
1991 und 1992 erregten Sparmassnahmen des Verlegers Jean-Jacques Manz Aufsehen. Nachdem er 1991 die Saläre der Redaktoren eingefroren hatte, entliess er Ende 1992, um die Teuerungsindexierung der Löhne zu umgehen, alle nichtredaktionellen Mitarbeiter und stellte sie umgehend wieder ein.
Im Februar 1996 verhängte der Gemeinderat von Morges aus Verärgerung über eine Serie von aus seiner Sicht unfairen, im Quotidien de La Côte erschienenen Artikeln über politische und wirtschaftliche Probleme der Stadt und ihre Ursachen einen Informationsboykott gegen die Zeitung. Nach einer Aussprache mit dem Verleger Jean-Jacques Manz und dem Chefredaktor Gilles Vallat wurde der Boykott wieder aufgehoben.
Im Juni 1997 klagte der der Bilanzfälschung angeklagte (und später verurteilte) Geschäftsmann Jürg Stäubli gegen La Côte wegen seiner Ansicht nach ihn diffamierender Artikel und verlangte von der Zeitung die Zahlung von rund 1 Mio. CHF. Die Klage wurde 1998 vom Zivilgericht Nyon abgewiesen.
2005 klagte La Côte gegen 24 heures von (damals) Edipresse, weil diese eine Regionalausgabe mit dem Zusatz «Région la Côte» herausgeben wollte. Hersant offerierte Edipresse dafür die Überlassung des Namens Ouest Lémanique, was diese ablehnte. Die Klage wurde vom Waadtländer Kantonsgericht abgewiesen. Damit darf 24 heures den Titel «Région la Côte» vorläufig verwenden.
Anfang 2018 strich die in finanziellen Problemen steckende Zeitung zwei von 19 Stellen und bat danach die Behörden um finanzielle Unterstützung in der Höhe von 100'000 Franken. Daniel Rosellat, langjähriger Nyoner Stadtpräsident, steht der Bitte positiv gegenüber. Entscheiden muss das Parlament.